# Iizasa Choisai
Iizasa Chôisai Yamashiro-no-kami (Iga-no-Kami) Ienao 飯篠長威斎山城守（伊賀守）家直 (1387-1488?) foi o fundador do estilo Tenshinshôden Katori Shintô-ryû, no âmbito das artes marciais japonesas.
Nascido em Shimousa-no-Kuni Katori-gun Iizasa-mura 下総国香取郡飯篠村 (atual província de Chiba), diz-se que ele participou de muitas batalhas sem ser nunca vencido, até que resolveu se retirar do campo de batalha para se dedicar ao austero treinamento marcial. As histórias dizem que ele passou mil dias e mil noites treinando contra uma árvore até que atingiu a compreensão, fundando o estilo Katori Shintô-ryû.
Diz-se que, quando Iizasa era desafiado, ele calmamente convidava o desafiador para tomar chá. Fazia estender um Tatami no jardim sobre uma plantação de bambús anões (variedade muito frágil de bambú), sobre o qual se sentava sem que os caules de bambú se dobrassem, convidando o oponente a fazer o mesmo. Isto resultava invariavelmente na desistência do desafiador que se apercebia estar na presença de alguém fora do comum. Muitos dos desafiadores pediam para ingressar na Escola, sendo em regra, aceites!
Ele teve uma vida extremamente longa, falecendo de causas naturais, algo extremamente raro para um espadachim ou guerreiro da época.